# Dysdera lata
Dysdera lata este o specie de păianjeni din genul Dysdera, familia Dysderidae, descrisă de Wider, 1834. Conform Catalogue of Life specia Dysdera lata nu are subspecii cunoscute.